# Yamo
En  la mitología griega, Yamo (Ἴαμος / Íamos, de ἴον / íon: «violeta») era hijo de Apolo y Evadne, hija de Poseidón. 
Avergonzada por su embarazo, Evadne expuso al niño a los elementos. Yamo sobrevivió, ya que dos serpientes lo alimentaron con miel. Entonces fue encontrado vivo yaciendo entre violetas, y fue llamado Yamo por Evadne. Cuando creció, se sumergió en las aguas del Alfeo e invocó a Poseidón, su abuelo, y a Apolo, su padre, pidiéndoles que le revelaran su destino. Apolo le mandó ir a Olimpia. Concedido por Apolo el don de la profecía, fundó allí una familia de sacerdotes: los Yámidas (Iamidae).